# Rhiannon Giddens

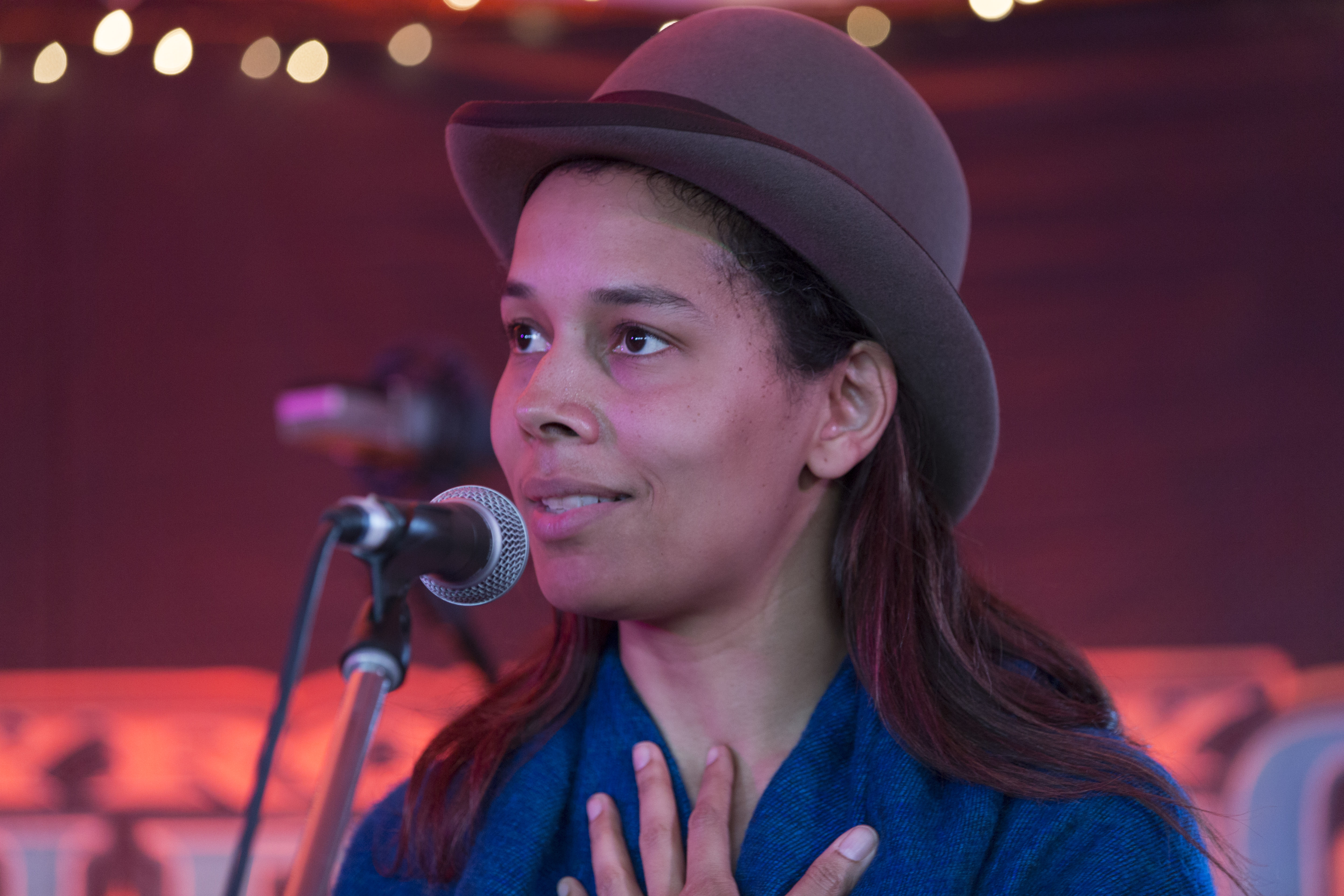
Rhiannon Giddens beim Byron Bay Bluesfest 2016

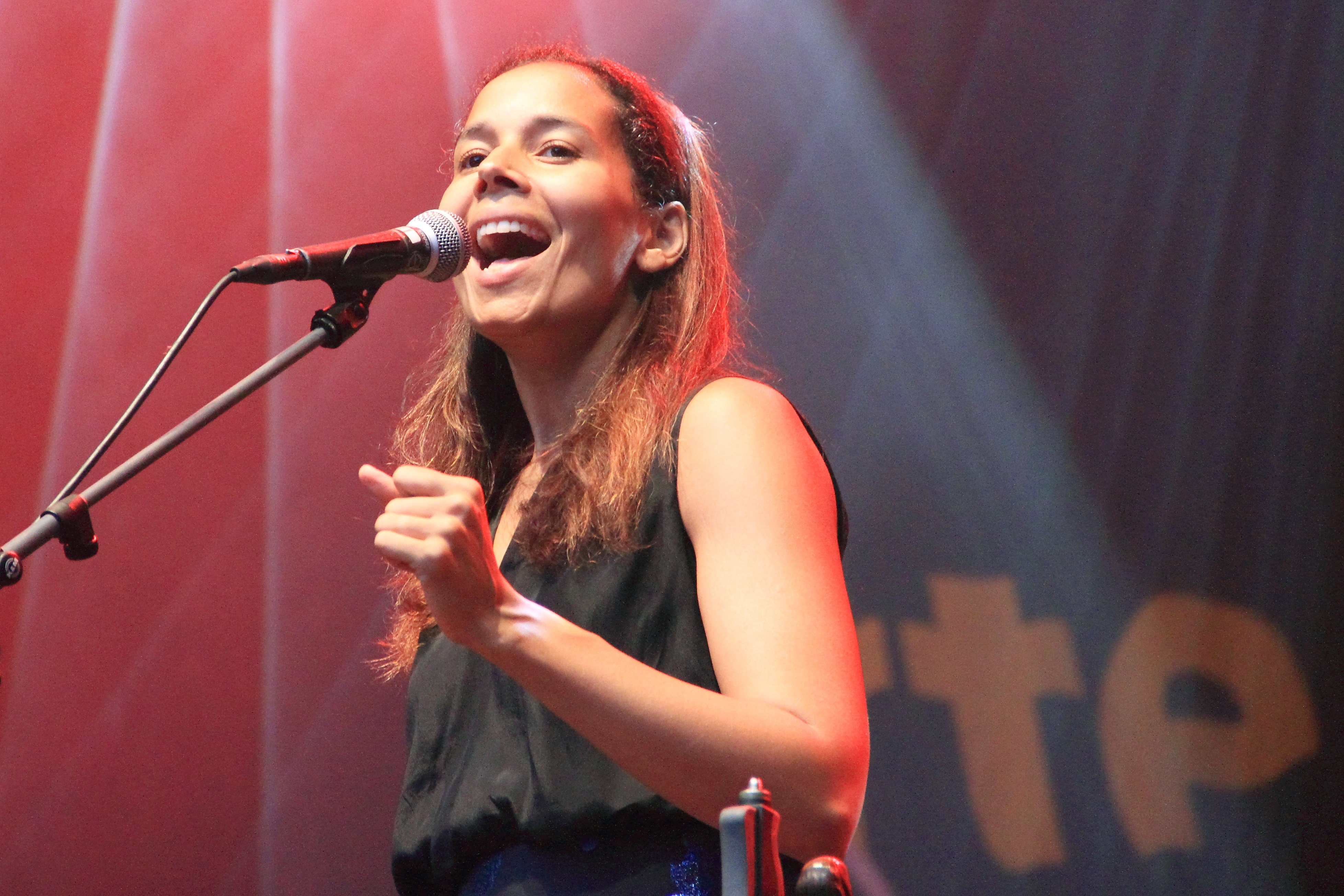
Giddens 2015 in Rudolstadt

Rhiannon Giddens (* 21. Februar 1977 in Greensboro, North Carolina) ist eine Sängerin traditioneller US-amerikanischer Folk- und Old-Time-Musik, aber auch irisch-gaelischer Musik. Bekannt wurde sie mit den Carolina Chocolate Drops und mit Soloveröffentlichungen. 2023 erhielt sie gemeinsam mit Michael Abels den  Pulitzer-Preis in der Kategorie „Music“.

## Karriere
Rhiannon Giddens wuchs in McLeansville auf, einem kleinen Ort nahe Greensboro in North Carolina. Ihr weißer Vater war Mitglied in einer Rockband, einer seiner Brüder hatte eine Bluegrassband. Ihre schwarze Mutter hatte eine Vorliebe für klassische Musik. Ihre Jugend war geprägt von Musik und sie sang auch im Jugendchor von Greensboro, aber erst mit 16 bekam sie Gesangsunterricht. Sie besuchte eine naturwissenschaftliche Schule und plante auch beruflich in diese Richtung, als sie mit 17 bei einem schulischen Förderprogramm vorsang. Ihre besondere Stimme beeindruckte die Lehrer und das gab ihr den Anstoß, eine Gesangskarriere anzustreben. Sie ging an das Oberlin College in Ohio, sie studierte klassischen Gesang und trat in Opern auf. Obwohl sie das Studium abschloss, entschied sie sich aber gegen die klassische Musik. Stattdessen hatte sie während der Collegezeit den Counter Dance bzw. den Square Dance entdeckt und trat bei Tanzveranstaltungen als Caller auf. Außerdem schloss sie sich einer keltischen Band an und ging hauptberuflich einer Tätigkeit als Grafikdesignerin nach.
Durch ihren Beruf bekam sie 2005 mit dem Black Banjo Gathering an der Appalachian State University zu tun. Sie ging selbst zu dem Festival und lernte den Stringband-Musiker Joe Thompson kennen. Durch ihn kam sie nicht nur zur Old-Time Music, sie lernte auch die gleichgesinnten Dom Flemons und Justin Robinson kennen. Sie begannen zusammen zu spielen und gründeten die Carolina Chocolate Drops. In wenigen Jahren machten sie sich einen Namen und 2010 veröffentlichten sie das Album Genuine Negro Jig, für das sie einen Grammy bekamen. Danach kamen neue Musiker dazu und schließlich verließen Flemons und Robinson die Band, so dass Giddens als einziges Gründungsmitglied verblieb.
2013 wurde Giddens von T-Bone Burnett eingeladen, bei der von den Coen-Brüdern veranstalteten Konzertshow Another Day, Another Time aufzutreten. Die Idee dazu entstand durch den Film Inside Llewyn Davis, in dem es um den gleichnamigen Folksänger der 1960er Jahre geht. Mit dem Traditional Waterboy und einer Darbietung von Puirt a beul, dem auch Mouth Music genannten gälischen Sprechgesang, war sie ein Höhepunkt der Veranstaltung. Im Jahr darauf nahm sie mit Burnett und Elvis Costello sowie Taylor Goldsmith, Marcus Mumford und Jim James von My Morning Jacket Songs zu Bob Dylans Texten für das Album Lost on the River: The New Basement Tapes auf.
Schließlich wurde sie von Burnett gefragt, ob sie nicht mit ihm als Produzent ein Soloalbum aufnehmen wolle. Sie suchte sich speziell Songs aus, die von Frauen geschrieben oder gesungen worden waren und stellte ihr Solodebüt Tomorrow Is My Turn zusammen. Unterstützt wurde sie dabei und bei der zugehörigen Solotournee von den anderen Mitgliedern der weiterhin bestehenden Carolina Chocolate Drops. Das Album erreichte Anfang 2015 Platz 1 der US-Folkcharts und konnte sich sowohl in den USA wie in Großbritannien in den offiziellen Charts platzieren. Außerdem erhielt es eine Nominierung als bestes Folkalbum bei den Grammy Awards 2016. Zwei weitere Grammy-Nominierungen bekam Giddens ein Jahr später für die noch Ende 2015 veröffentlichte EP Factory Girl und den Titelsong.
Im Juni 2015 trat Giddens mit dem Gospellied Up Above My Head von Rosetta Tharpe im Weißen Haus auf.
Seit 2020 ist Giddens „Artistic Director“ des Silkroad Ensembles.
Neben dem Gesang von Folk- und irischer Mouth-Musik beherrscht Rhiannon Giddens mehrere Instrumente. Gemeinsam mit Leyla McCalla, Amythyst Kiah und Allison Russell legte sie 2019 zudem das Album Songs of Our Native Daughters vor. 
Um das Jahr 2005 lernte sie bei einem Schottland-Aufenthalt den irischen Musiker Michael Laffan kennen. Die beiden heirateten 2007 und haben zwei Kinder. Die Familie lebt abwechselnd in Irland und South Carolina.

## Preise und Auszeichnungen
2016 wurde sie mit dem vom Schauspieler und Musiker Steve Martin gestifteten Steve Martin Prize for Excellence in Banjo and Bluegrass ausgezeichnet. 2017 erhielt Giddens eine MacArthur Fellowship.
2022 wurde sie in die American Academy of Arts and Sciences gewählt.
2023 wurde ihr für die von ihr gemeinsam mit Michael Abels komponierte Oper Omar der Pulitzer-Preis in der Kategorie „Music“ verliehen.

## Diskografie
Alben unter eigenem Namen
- Lost on the River (mit den New Basement Tapes, 2014)
- Tomorrow Is My Turn (2015)
- Factory Girl (EP, 2015)
- Freedom Highway (2017)
- Songs of Our Native Daughters (mit den Our Native Daughters, 2019)
- There Is No Other (mit Francesco Turrisi, 2019)
- They’re Calling Me Home (mit Francesco Turrisi, 2021)
- You’re the One (2023)
- What Did the Blackbird Say to the Crow (Justin Robinson, 2025)

Lieder
- Waterboy (2013)
- We Rise (2014)
- Don’t Let It Trouble Your Mind / Shake Sugaree (2014)
- Black Is the Color (2014)
- She’s Got You (2015)
- Factory Girl (2015)
- Freedom Highway (2016)
- At the Purchaser’s Option (2017)